# Dmitrij Szomko
Dmitrij Andriejewicz Szomko (ros. Дмитрий Андреевич Шомко, ur. 19 marca 1990 r., Jekybastuz) – kazachski piłkarz występujący na pozycji pomocnika. Od 2014 roku piłkarz kazachskiego klubu FK Astana. Ma na koncie trzy występy i jedną bramkę w reprezentacji Kazachstanu, w której debiutował w 2011 roku (stan na 10 lipca 2013).